# Marginalia

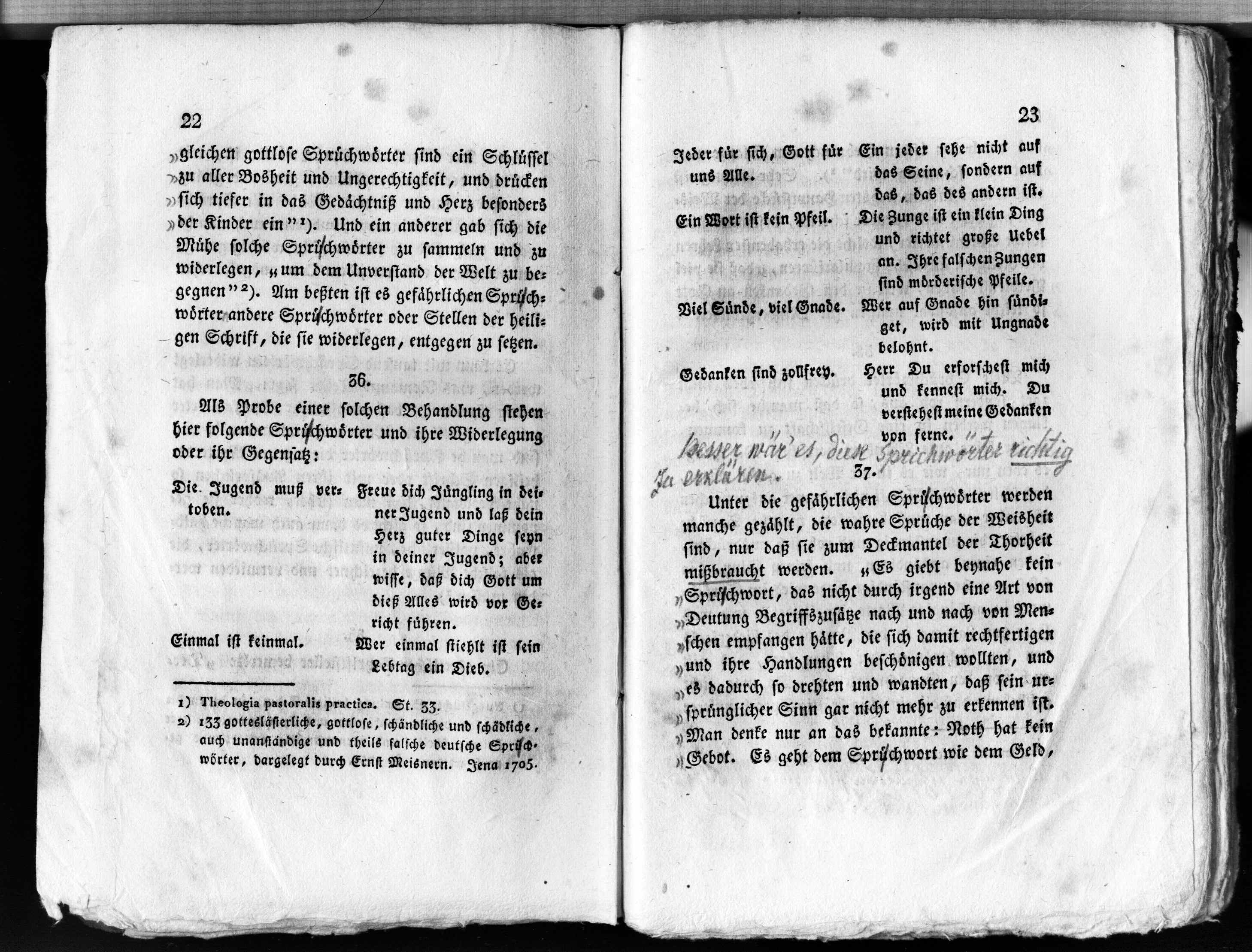
Estas páginas de Wahrheit und Dichtung, libro de Melchior Kirchhofer, con notas que pueden haber sido escritas por Josef Eiselein.

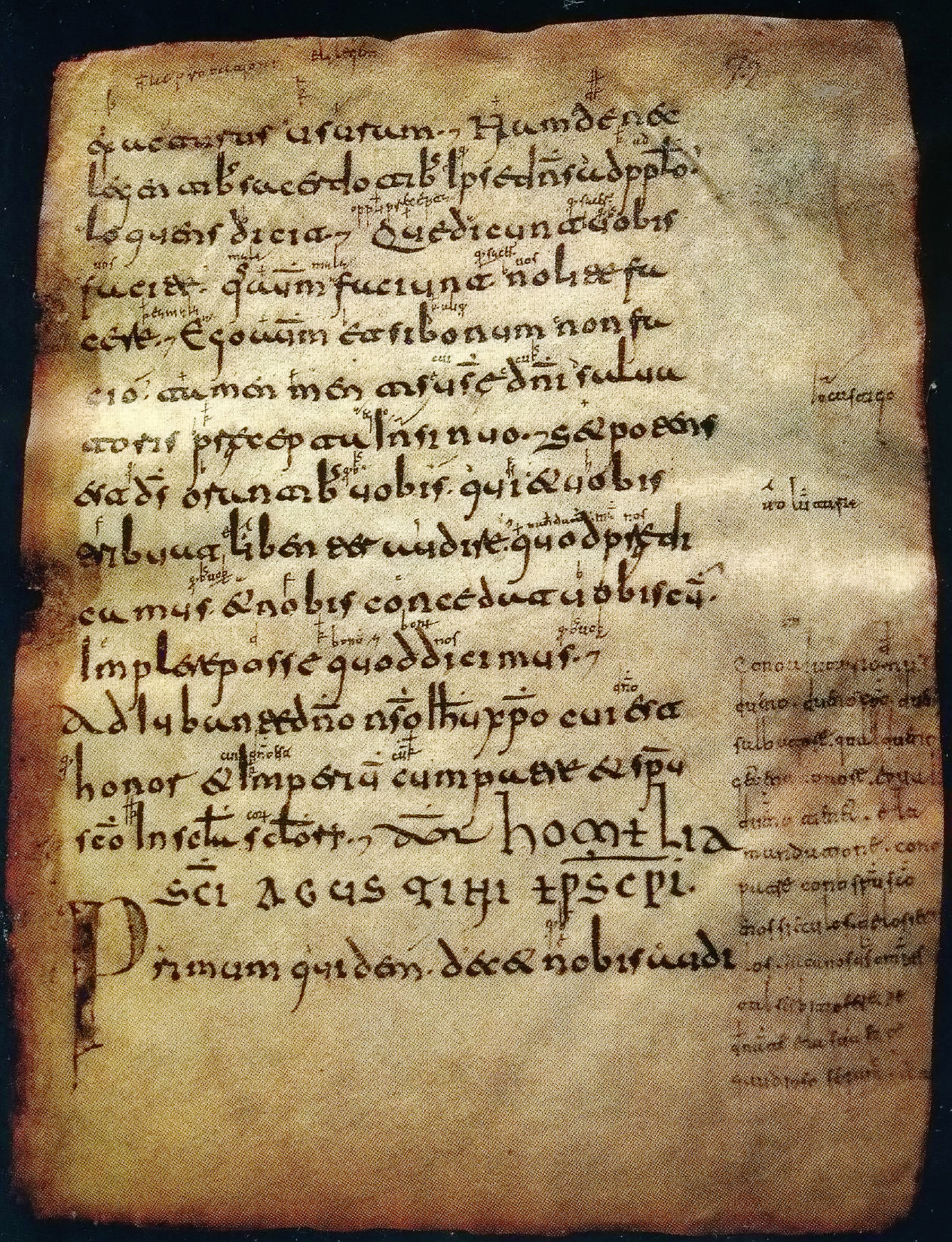
Página 72 de las Glosas Emilianenses 60 de San Millán de la Cogolla. Incluye glosas que se consideran las primeras frases escritas en castellano.

Marginalia es el plurale tantum de la palabra "margen" (del latín margo, -inis: espacio que queda en blanco a cada uno de los cuatro lados de una página manuscrita o impresa), que viene a significar el conjunto de las figuras que se sitúan al margen de un libro o manuscrito. Por ello cada vez que mencionemos la palabra marginalia será en singular, ya que el plural ya viene implícito en la palabra: La marginalia. 
El término fue utilizado después de la época medieval, como convención de los historiadores del arte que estudiaron la ornamentación en manuscritos, y se refiere a las ilustraciones medievales, notas, glosas o comentarios editoriales realizados en el margen o en el espacio ocupado entre la caja de texto y el límite del soporte empleado. No se deben confundir las marginalia con signos, marcas (por ejemplo estrellas, cruces, entre otros) o garabatos hechos por el lector en los libros. La manera formal de agregar notas descriptivas a un documento es llamada anotación. 
La expresión fue acuñada por Samuel Taylor Coleridge, quien realizó extensas notas al margen en todos los libros que leyó. Ya han sido publicados cinco volúmenes que reúnen únicamente sus marginalia. Edgar Allan Poe tituló algunas de sus reflexiones como Marginalia.
Los escolios de los manuscritos clásicos son la forma más antigua de marginalia que se conoce. El último teorema de Fermat es, probablemente, la nota al margen más famosa.
Las marginalia medievales suelen encontrarse en libros religiosos como biblias, breviarios y manuscritos creados para la oración y el culto. Se practicaban en la época medieval, ilustradas por los maestros artesanos que realizaban los libros, que en este momento se copiaban de forma manuscrita. 

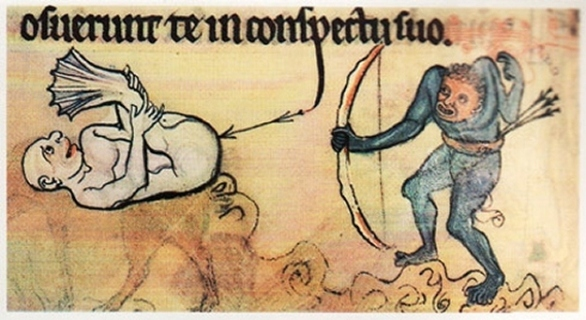
Marginalia en el salterio de Rutland británico, Londres, alrededor de 1260.

También encontramos marginalia medievales de unos pocos años después de la invención de la imprenta de Gutenberg (1450), cuando aún se ilustraban y decoraban libros a mano (usualmente los hechos por encargo). Dentro de los que han llegado a nuestros días, se encuentra una gran variedad de imágenes satíricas, fantásticas y simbólicas. Animales extraños y guerras entre especies, clérigos en situaciones comprometidas y, sobre todo, ilustraciones de índole sexual.  Como la copia era un proceso lento, solitario y físicamente exigente para los monjes que pasaban todo el día en el scriptorium, estos artistas encargados desarrollaron el sentido del humor en el proceso, rompiendo con esa monotonía y creando imágenes tan insólitas como las anteriormente descritas u observaciones que nos resultan cómicas ahora, leyéndolas de obras tan antiguas y trabajadas. Muchas de ellas las relacionamos directamente con los textos que acompañan, pero la mayoría hacen referencia al dolor de espalda, de mano, o cualquier otro dolor físico que experimentaban durante la copia. Encontramos, por ejemplo, reflexiones un tanto filosóficas, como:
“As the harbor is welcome to the sailor, so is the last line to the scribe.” ("Así como el puerto es bienvenido para el marinero, la última línea lo es para el escriba")

También simples quejas como:
"¡Oh, my hand!" ("¡Ay, mi mano!")
"It is very cold" ("Hace mucho frío") 
"La escritura es trabajo excesivo. Se dobla la espalda, se oscurece la vista, se retuerce el estómago y sus lados."
“The work is written master, give me a drink. Let the right hand of the scribe be free from the oppressiveness of pain.” ("El trabajo está escrito, Señor, necesito un trago. Deja que la mano derecha del escriba se libere de la opresión del dolor."

Incluso, maldiciones como:
"Whoever takes this book or steals it or in some evil way removes it from the Church of St Caecilia, may he be damned and cursed forever, unless he returns it or atones for his act.” ("Quienquiera que coja este libro o lo robe o de alguna forma malvada lo saque de la Iglesia de Santa Cecilia, será maldito y condenado para siempre, a menos que lo devuelva o expíe su pecado")

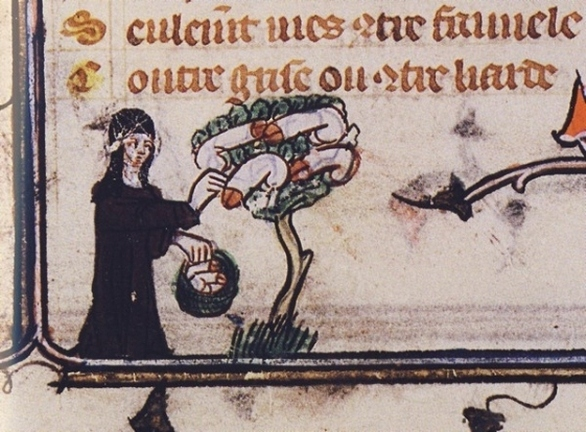
Marginalia de una monja recolectando penes de un árbol encontrada en Roman de la Rose, escrito por Gillaume de Lorris entre 1225 y 1240.

Y también otra ocurrencias como observaciones o comentarios sobre el material con el que trabajaban, como:

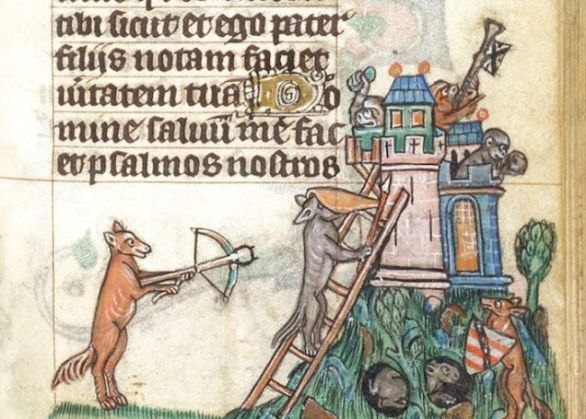
Marginalia encontrada en una biblia británica del, representa una lucha entre animales.

“This parchment is hairy.” (Este pergamino es peludo)
“This is how I would have translated it.” (Así es como yo lo habría traducido)

Una marginalia famosa y muy curiosa, es la de un tal Henry de Damme, que fue un copista de una crónica de Bruselas y escribió una nota en un margen quejándose por la mala compensación por su trabajo:
"11 letras doradas, ocho monedas; 700 letras iniciales con doble eje, 7 monedas por cada 100; 35 folios, cada uno con 16 páginas, 3 monedas por cada 1."
Escribió esto en holandés. Posteriormente, añadió en impecable latín: 
"Pro tali precio nunquam plus scriber volo."  (Por este precio no volveré a escribir)

Algunos textos muy conocidos que cuentan con marginalia son el salterio de Rutland, realizado en Londres alrededor de 1260, que es el ejemplo más antiguo de un salterio inglés con una extensa imaginería marginal. La mayoría de estas ilustraciones no están relacionadas con el texto de los Salmos mismos, sino que representan una variedad de escenas con hombres, grotescos y demonios, animales, pájaros y dragones, algunos de los cuales están inspirados en historias del bestiario medieval (o 'Libro de las bestias') y las maravillas de Oriente.
Otro ejemplo es el Roman de la Rose, obra famosísima de la corte francesa escrita por Gillaume de Lorris entre 1225 y 1240, donde se puede encontrar una monja recolectando penes de un árbol en uno de los márgenes vacíos del manuscrito; o una marginalia animal encontrada en una biblia británica del siglo XIII ubicada en la British Library a día de hoy, donde se observa una lucha entre animales con ballestas y castillos.
Algunas marginalia famosas fueron trabajos serios, o borradores, escritos en las márgenes debido a la escasez de papel. Voltaire compuso en los márgenes de los libros durante su estancia en prisión y Walter Raleigh escribió una declaración en los márgenes justo antes de su ejecución. John Bethune fue un poeta inglés de escasos recursos cuyo único papel disponible fue el espacio que tomó prestado de los libros.
Las marginalia pueden agregarle o restarle valor a un libro, dependiendo de su autor y del libro. Por ejemplo, unas marginalia de Tony Blair en un libro escrito por Winston Churchill, añadirían valor; unas notas de un estudiante en un libro popular como Oliver Twist no lo harían.
Científicos que realizan investigaciones sobre la interfaz de usuario han estudiado el fenómeno de las anotaciones al margen. En estos estudios han descubierto que, en diversas facultades universitarias, estudiantes bien informados buscaban entre las pilas de libros de texto usados los que pudieran estar más anotados. Esto demuestra el aprecio de los estudiantes a las anotaciones de sus predecesores.
En la última década del siglo XX intentaron desarrollarse y comercializar sistemas de lectura de e-books que permitieran agregar una cantidad limitada de marginalia. Al comienzo del nuevo milenio se desarrolló un sistema de lectura de e-books, llamado Sony Librie EBR-1000EP, que incluye un teclado alfanumérico para permitir la creación de marginalia y marcadores.